# Роза Ауслендер
Роза Ауслендер (нім. Rose Ausländer, по народженню Розалія Шерцер, Rosalie Beatrice Scherzer; 11 травня 1901, Чернівці, Україна, тоді Австро-Угорщина — 3 січня 1988, Дюссельдорф, ФРН) — німецько-австрійська поетеса єврейського походження, писала німецькою та англійською мовами.

## Біографія
Роза Ауслендер народилась 11 травня 1901 року в Чернівцях на Буковині в німецькомовній єврейській родині. У той час Чернівці та Буковина входили до складу Австро-Угорщини. Її батько Зиґмунд (Зюссі) Шерцер (1871–1920) походив з маленького містечка Садгора поблизу Чернівців, а мати Каті Еті Ріфке Біндер (1873–1947) народилася в Чернівцях у німецькомовній сім'ї.
Дитинство провела на Буковині, котра пізніше стала мотивом її поетичної лірики. В 1919—1920 роках штудіювала філософію на Етичному семінарі Фрідріха Кеттнера у Чернівцях, потім у Відні. В 1921 р. разом з майбутнім чоловіком Ігнацем Ауслендером переїхала до США. Видавала газету «Westlicher Herold», працювала редакторкою, публікувала статті та есеї в німецькомовних часописах Америки. В 1926 році отримала американське громадянство. Перші вірші опублікувала в Нью-Йоркі в 1928 році. У 1931 повернулася в Чернівці, щоб доглядати за хворою матір'ю, прожила тут до 1936, втративши громадянство США. У 1939 за підтримки земляка, відомого поета Альфреда Маргул-Шпербера, випустила в Чернівцях першу книгу віршів «Веселка» («Der Regenbogen»), проте значна частина накладу загинула при окупації міста німецькими військами.
У 1941–1944 роках знаходилася в Чернівецькому гетто, де познайомилася з П. Целаном (ще один, і останній раз, вони побачилися в 1957 році в Парижі). Впродовж року ховалася від німців до 1944. В 1946 повернулася в США, знову отримала американське громадянство в 1948. До 1956 не писала віршів німецькою мовою, перейшовши на англійську. У 1965 вийшла друга книга її віршів «Сліпе літо» («Blinder Sommer»). У 1967 повернулася у ФРН.
Збірки її віршів одержали чисельні премії, нагороди та відзнаки.
Після 1978 страждала важким артритом, не могла самостійно писати і диктувала свої вірші. Померла у геріатричному пансіонаті єврейської общини Дюссельдорфі.

## Творчість
Експресивна і при цьому лапідарна поезія Рози Ауслендер близька поетиці Пауля Целана, Неллі Закс. Її спадщину складають більше двадцяти віршованих книг, вони перекладені на більшість європейських мов.

## Визнання
Нагороджена преміями Гейне (1966), Дросте-Хюльсхофф Аннетте (1967), Великим німецьким хрестом Орден «За заслуги перед Федеративною Республікою Німеччина» (1987).
«Три пісні» на слова Рози Ауслендер належать американській композиторці Елізабет Александер, чотири п'єси для хору — німецькому композиторові Германну Гроссе-Шваре.

## Вшанування пам'яті
У місті Чернівці є вулиця Рози Ауслендер.

## Галерея

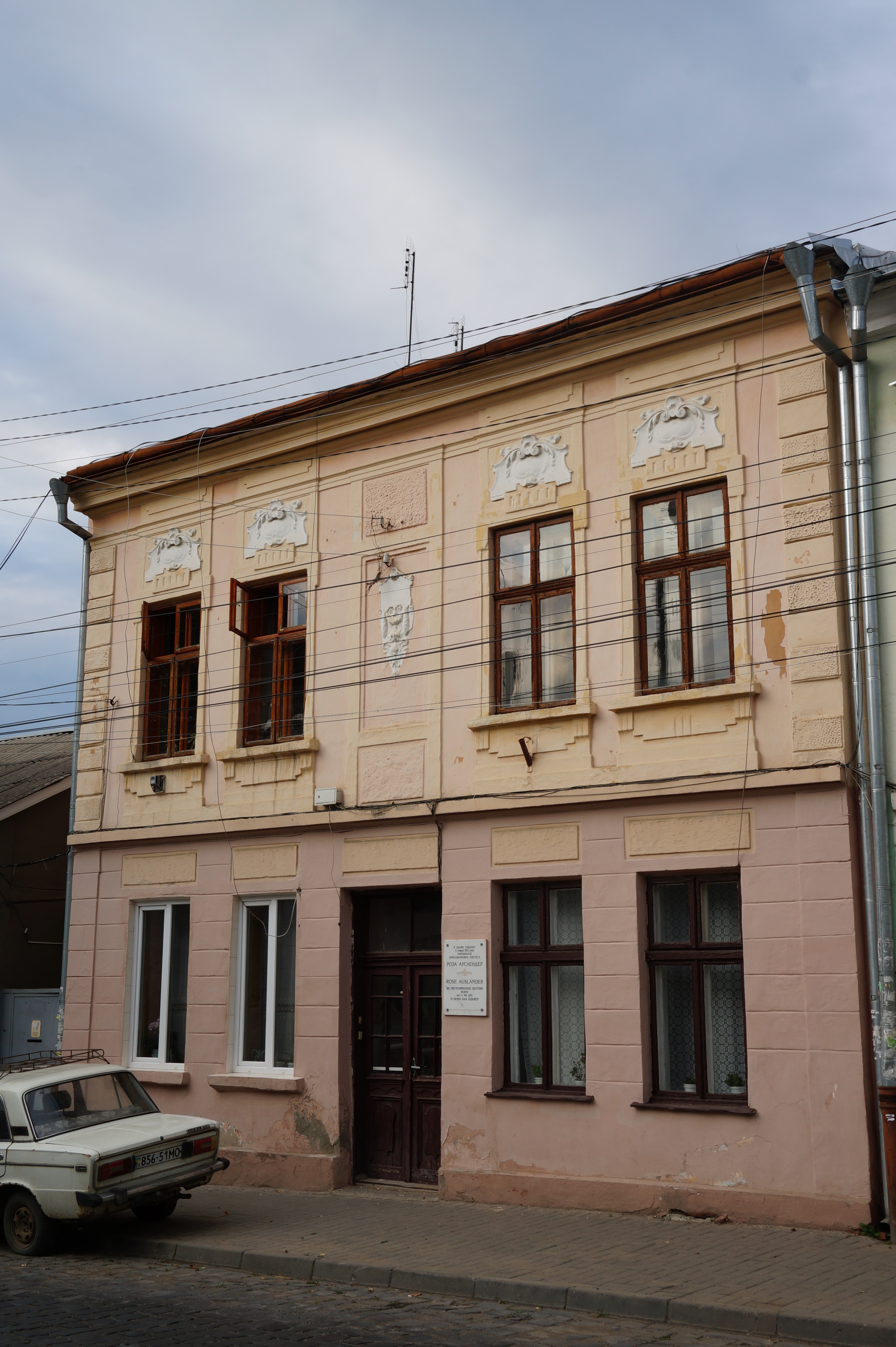
Будинок по вул. Петра Сагайдачного, 57 у Чернівцях де народилася Роза Ауслендер

## Видання
- Gesammelte Werke in 8 Bänden/ Hrsg. v. Helmut Braun.Frankfurt/M.: S. Fischer Verlag, 1984—1990.
- Ich zähle die Sterne meiner Worte. Gedichte. Frankfurt/Main: Fischer-TB.-Verlag, 1989.
- The Forbidden Tree. Englische Gedichte/ Hrsg. v. Helmut Braun. Frankfurt/M.: Fischer Taschenbuch Verlag 1995.
- Die Nacht hat zahllose Augen. Prosa/ Hrsg. v. Helmut Braun. Frankfurt/M.: Fischer Taschenbuch Verlag 1995.
- Gedichte. Manderscheid: Kultur- und Literaturzentrum Rose Ausländer, 2004.

## Книги українською мовою
- Ауслендер Р. Час фенікса / упоряд., вступна стаття та переклад Петра Рихла. — Чернівці: Молодий буковинець. — 1998. — 249 с. — Нім., укр.
- Оксана Матійчук. Життя у слові. Графічна біографія Рози Ауслендер / Переклад цитат із поезій та есе Петра Рихла.  — Чернівці: Книги – XXI.  — 2019.  — 56 с. — укр.  ISBN 978-617-614-236-2